# 東京アニメセンターRADIO
東京アニメセンターRADIO（とうきょうアニメセンターラジオ）は、文化放送で放送されていたラジオ番組（アニラジ）である。
東京・秋葉原の東京アニメセンター内のサテライトスタジオで毎週火曜日17時から公開録音が行われていた。アニメセンター公式サイト内にweb版が展開されていた。
2009年4月からは、「東京アニメセンターRADIOw」という番組タイトルに変更して放送している。

## 概要

### 2006年度
- 配信期間：2006年4月5日 - 2007年3月28日

パーソナリティ
- 宮田幸季
- 加藤英美里

アシスタント
- 藤屋裕子

### 2007年度
- 配信期間：2007年4月4日 - 2008年3月26日

パーソナリティ
- 宮田幸季
- 米澤円

アシスタント
- 伊東久美子
- 鷹嘴翼
- 中山大吾

### 2008年度
- 配信期間：2008年4月2日 - 2009年3月25日

パーソナリティ
- 柿原徹也
- 松来未祐

## 番組の収録日
- 第3回（2006年4月19日）放送分以降は原則火曜17:00から番組収録をしているが、2006年12月27日と2007年1月3日分は2006年12月19日に2回分まとめて収録していた。これは2007年1月2日収録予定日が番組収録会場の正月休みのため、2007年1月10日放送分が事実上2006年最後の公開収録だった。なお、第1回と第2回は会場の休館日の都合で早めに収録していた。第1回が2006年3月15日12:00の収録だった。